# Curb Servin’
Curb Servin’ – drugi i jednocześnie ostatni studyjny album amerykańskiego zespołu hip-hopowego WC and the Maad Circle. Został wydany 3 października, 1995 roku. Zadebiutował na 85. miejscu notowania Billboard 200 i na 15. na Top R&B/Hip-Hop Albums.

## Lista utworów
1. "Intro"  (Produced by Crazy Toones)
2. "West Up!" (featuring Mack 10 & Ice Cube)  (Produced by Crazy Toones)
3. "Granny Nuttin' Up"  (Produced by Crazy Toones)
4. "The One"  (Produced by Crazy Toones)
5. "Crazy Break Pt. 2"  (Produced by Crazy Toones)
6. "Put on tha Set"  (Produced by Dr. Jam, Madness 4 Real)
7. "In a Twist" (featuring Coolio)  (Produced by Crazy Toones)
8. "Homesick"  (Produced by Ice Cube)
9. "Feel Me"  (Produced by Dr. Jam, Madness 4 Real)
10. "Curb Servin’"  (Produced by Crazy Toones, Ice Cube)
11. "Stuckie Mack"  (Produced by Crazy Toones)
12. "Wet Dream"  (Produced by Crazy Toones)
13. "Taking Ova"  (Produced by Dr. Jam, Madness 4 Real)
14. "Kill a Habit"  (Produced by Crazy Toones)
15. "Reality Check"  (Produced by Crazy Toones)
16. "The Creator"  (Produced by Rhythum D)